# Nicolás de Saint Omer
Nicolás I de Saint Omer fue un caballero francés que participó en la Cuarta Cruzada y se convirtió en un señor en el Ducado franco de Atenas.
Nicolás fue el hijo menor de Guillermo IV de Saint Omer, e Ida de Avesnes. El hermano de Ida Jacques II d'Avesnes participó en la Cuarta Cruzada (1203-1204) y acompañó a Bonifacio de Montferrato en la conquista y partición de Grecia en sus repercusiones. Fue recompensado con posesiones en Eubea, pero había muerto en agosto de 1205.  Nicolás permaneció en su región natal hasta 1208, después de que llegara junto a su hermano Jaime a Grecia, donde recibieron un feudo en el sitio de la antigua Tespias, al oeste de Tebas. Según F. Van Tricht, el feudo pudo haber formado parte de las posesiones de los Templarios que fueron confiscados alrededor de 1209 por el emperador latino Enrique de Flandes.
Nicolás después se casó con Margarita de Hungría, la viuda de Bonifacio de Montferrato, que murió en 1207. No está claro cuándo se celebró el matrimonio: los relatos tradicionales mencionan que Nicolás había muerto en 1212 o 1214, pero F. Van Tricht fecha el matrimonio después de 1217.
Con Margarita tuvo dos hijos, Guillermo y Bela. Este último se casaría con la hermana del Guido I de la Roche, duque de Atenas, y convertirse en señor de la mitad de Tebas, y sentar las bases para el surgimiento de la familia Saint Omer a una posición destacada en la Grecia franca.